# 구강 세정제

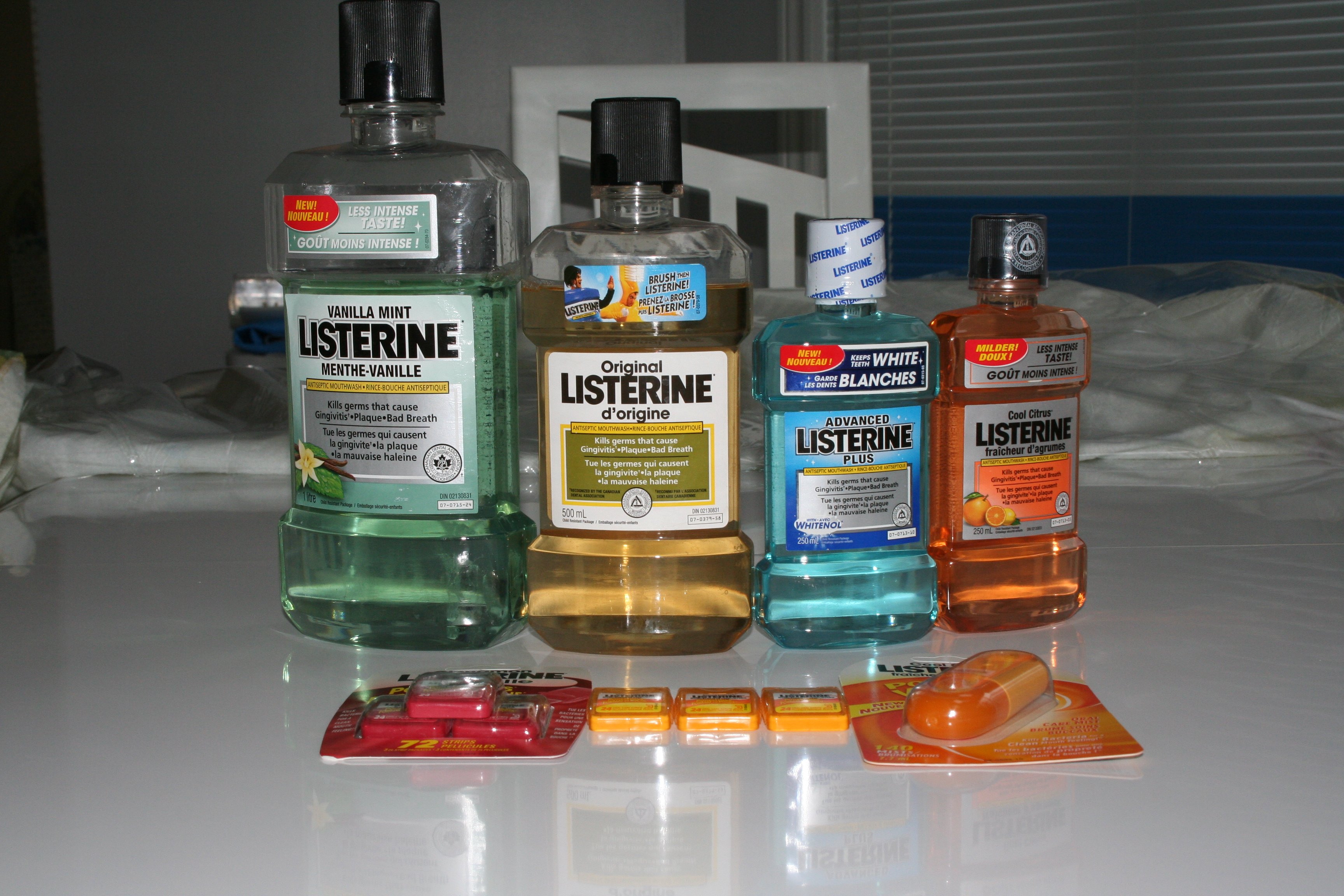
구강 세정제의 모습.

구강 세정제 (Mouthwash, mouth rinse)는 구강(입)에 넣어서 구강을 세척할 수 있는 액체를 뜻한다. 리스테린 또는 가그린 등이 있는데, 알코올, 플루오린, 과산화 수소, 탄산수소 나트륨, 아연, 소금 따위로 만든다.

입안에 있는 액체를 자동적 또는 수동적으로 헹궈내어 구강내 박테리아를 없애고, 입냄새를 제거하며, 치아미백, 충치방지를 돕는다.

잇몸이 붇지 않게하는 효과가 있으며,  구강건조증(en)을 막는 침(타액)의 대체역할도 한다.

## 역사
구강 세정에 대한 최초의 기록은 기원전 2700년 즈음에 아유르베다 그리고 중의학에서 있었으며  치은염 치료를 위하여 수행되었다.

## 같이 보기
- 가그린 (Garglin)
- 가글링 (Gargling)
- 리스테린 (Listerine)
- 플루오린 (불소 弗素)